# 附生美丁花
附生美丁花（学名：Medinilla arboricola）为野牡丹科酸脚杆属下的一个种。